# Werner Nilsen
Werner Nilsen (Skien, na atual Noruega e na época pertencente aos então Reinos Unidos da Suécia e Noruega, 4 de fevereiro de 1904 - St. Louis, 10 de maio de 1992) foi um futebolista norte-americano de origem norueguesa. Ele competiu na Copa do Mundo FIFA de 1934, sediada na Itália, na qual a seleção de seu país terminou na última colocação dentre os 16 participantes.